# Carrière de Boirs
De Carrière de Boirs is een voormalige krijtgroeve ten zuiden van Boirs.
Deze groeve is onderdeel van het Natura 2000-gebied waaronder de vallei van de Jeker valt. Het betreft een klif van 700 meter lengte, die parallel aan de autoweg A13 verloopt. De totale oppervlakte van het gebied is 9,32 ha.
Aan de basis van de klif liggen graslanden, en de bovenrand wordt bedekt door struikgewas en bramen.
Vooral de zuidelijke kant van de basis van de klif is interessant, met onder meer stijf hardgras en klein warkruid. Minder goed onderzocht is de insectenwereld van het gebied.